# Dooley Wilson
Arthur "Dooley" Wilson (Tyler, 3 de abril de 1886 - Los Angeles, 30 de maio de 1953) foi um ator e cantor americano.
É mais lembrado como o pianista e cantor Sam, que canta "As Time Goes By", a pedido de Ilsa Lund (Ingrid Bergman), em Casablanca (1942). Wilson era um baterista e cantor que liderou sua própria banda na década de 1920, percorrendo boates em Londres e Paris. Na década de 1930 ele passou a atuar, em papéis coadjuvantes nos palcos da Broadway e em uma série de filmes modestos. Seu papel em Casablanca foi de longe o mais proeminente, mas outros filmes de destaque incluem  My Favorite Blonde (1942), com Bob Hope, Stormy Weather (1943) com Lena Horne e os irmãos Nicholas, Higher and Higher (1943), com Frank Sinatra, e o western Passage West (1951).
Morreu em 30 de maio de 1953, pouco depois de se aposentar do show business.